# Euterpe catinga
Euterpe catinga ist eine in Südamerika heimische Palmenart aus der Gattung Euterpe. 

## Merkmale
Euterpe catinga wächst mehrstämmig oder einstämmig. Die Stämme sind aufrecht, 4 bis 16 m hoch bei einem Durchmesser von 3,5 bis 15 cm. Sie sind grau, der Kegel aus Adventivwurzeln an der Basis ist braun oder rötlich. Die Adventivwurzeln sind 0,2 bis 1 m lang und 1 bis 1,5 cm dick. 
Die Krone besteht aus 5 bis 10 Blättern. Die Blattscheide ist 0,4 bis 1 m lang und hat ein 1 bis 2 cm langes Blatthäutchen. Die Scheide ist orange oder rötlich, grün, gelblich grün, bläulich grün oder mit einem bläulichen Belag. Häufig ist sie mit Schuppen bedeckt. Der Blattstiel ist fehlend oder bis 45 cm lang und an der Oberseite dicht mit schwarzen oder rötlichbraunen schuppen bedeckt. Die Rhachis ist 1,2 bis 2,5 m lang und wie der Blattstiel behaart. Sie trägt an jeder Seite 33 bis 75 Fiederblättchen, die waagrecht abstehen oder etwas hängen. Sie sind lederig und an der Unterseite mit wenigen Schuppen bedeckt. Die Mittelrippe ist deutlich und von je zwei seitlichen Adern umgeben. Das basale Blättchen ist 0,3 bis 1 m lang, die mittleren 35 bis 84 cm, das endständige 23 bis 31 cm. 
Der Blütenstand steht zwischen den Blättern und während der Blüte annähernd waagrecht. Der Blütenstandsstiel ist 6 bis 14 cm lang, das Vorblatt 0,5 bis 1 m, das Hochblatt am Blütenstandsstiel 46 bis 90 cm lang. Die Blütenstandsachse ist 20 bis 45 cm lang und trägt 48 bis 150 Seitenäste, die 35 bis 70 cm lang sind und dicht mit steifen, verzweigten Haaren bedeckt sind. Die Blüten stehen fast bis zur Spitze der Seitenäste in Triaden, erst am Ende gibt es einzelne oder paarige männliche Blüten.
Die männlichen Blüten sind 3 bis 4 mm lang. Die Kelchblätter sind sehr breit oval, 1,5 bis 3 mm lang und leicht gekielt. Die Kronblätter sind oval, 2,5 bis 3 mm lang. Die Staubblätter stehen auf einem kurzen Receptaculum. Die Staubfäden sind 1 bis 2 mm lang, die Antheren 1,7 bis 2 mm. Das Stempelrudiment ist 1 bis 2 mm lang und an der Spitze dreilappig. Die weiblichen Blüten sind 2 bis 5 mm lang. Die Blütenblätter sind breit oval, die Kelchblätter sind 2 bis 3,5 mm lang, die Kronblätter 2 bis 4 mm. 
Die Früchte sind kugelig oder leicht zusammengedrückt und haben einen Durchmesser von 0,8 bis 1,3 cm. Die Narbenreste stehen subapikal oder seitlich. Das Exokarp ist purpur-schwarz oder rötlich braun und fein höckerig. Die Samen sind kugelig. Das Endosperm ist homogen, das Primärblatt ist zweigeteilt. 

## Systematik
Euterpe catinga wurde 1853 von Alfred Russel Wallace in seinem Buch Palm Trees of the Amazon and Their Uses Seite 27, Tafel 8
erstbeschrieben. 1996 haben Henderson und Galeano in ihrer Gattungs-Monographie die bis dahin als eigene Art geltende Euterpe roraimae Dammer als Varietät zu Euterpe catinga gestellt. Die Art ist bezüglich ihrer Merkmale recht vielfältig, ihre Taxonomie wird von den beiden Monographie-Bearbeitern als schwierig beschrieben. Die Pflanzen im Tiefland sind eher einheitlich, manche Pflanzen auf den Tepuis im westlichen Hochland von Guyana ebenso. Im Hochland gibt es weitere Formen, ebenso in den Anden. Henderson und Galeano unterteilen die Art in zwei Varietäten, die Nominatform var. catinga und var. roraimae.

### VarietätEuterpe catingavar.catinga
Die Nominatform ist gekennzeichnet durch einen orangen oder rötlichen Kronschaft, selten ist er grün. Apikal trägt er häufig eine Masse von länglichen Schuppen. Die Seitenachsen des Blütenstands sind weißlich braun. Der Blattstiel ist 0 bis 10, selten bis 17 cm lang. Die Fiederblättchen stehen waagrecht ab. Die Varietät kommt im westlichen Amazonas-Gebiet vor: Kolumbien (Amazonas, Caquetá, Guainía, Guaviare, Vaupés), Venezuela (Amazonas, Bolívar), Peru (Loreto) und Brasilien (Amazonas). Sie wächst in offenen oder Zwerg-Wäldern auf nassen, schlecht entwässerten Standorten auf Weiß-Sand-Böden  und im Entwässerungsbereich von Schwarzwasser, in bis 350 m Seehöhe. Auf ähnlichen Standorten wächst die Varietät im Südwesten des Hochlands von Guayana in Venezuela (Amazonas, Bolívar), hier in offenen Nebelwäldern in 1100 bis 1500 m Seehöhe. Die Früchte werden unter anderem vom Fettschwalm (Steatornis caripensis) gefressen, der ein wichtiger Verbreiter zu sein scheint.

### VarietätEuterpe catingavar.roraimae
Die Varietät Euterpe catinga var. roraimae (Dammer) A.J.Hend. & Galeano zeichnet sich durch grüne, gelbgrüne oder bläulich grüne Kronenschäfte aus. Sie besitzen keine Schuppen. Die Seitenachsen des Blütenstands sind rötlich braun, hellbraun oder weißlich. Der Blattstiel ist (selten 6 bis) 25 bis 45 cm lang. Die Fiederblättchen sind hängend bis waagrecht abstehend. 
Diese Varietät kommt in Venezuela (Amazonas, Bolívar), Guyana, Ecuador (Pastaza) und Brasilien (Amazonas) vor. Sie wächst auf Weiß-Sand-Böden auf nassen oder sumpfigen im Tiefland-Wald, im Nebelwald oder auf Tepui-Hochflächen im Hochland von Guayana. Selten kommt sie auch an den Hängen der Anden vor. Sie kommt in Seehöhen zwischen 900 und 2100 m vor. In manchen Gebieten bildet sie große, dominante Bestände. Die Population in den Anden ist geographisch vom Rest getrennt und wächst hier auf anderen Böden.

## Belege
- Andrew Henderson, Gloria Galeano: Euterpe, Prestoea, and Neonicholsonia (Palmae: Euterpeinae). In: Flora Neotropica, Band 72, New York Botanical Garden Press, New York 1996, S. 1–90. (JSTOR)